# 나주목 관아와 향교
나주목 관아와 향교(羅州牧 官衙와 鄕校)는 대한민국 전라남도 나주시 금계동에 있는 조선시대에 세워진 지방행정 및 교육기관 건물이다. 1985년 2월 25일 전라남도의 유형문화재 제128호 나주향교로 지정되었다가, 2007년 7월 31일 대한민국의 사적 제483호 나주목 관아와 향교로 승격, 지정되었다.
나주는 고려시대부터 조선시대까지 목(牧)으로서의 지위를 유지한 전라도의 대표적 읍치였다. 나주향교, 관아의 정문인 정수루, 사신이나 관리의 숙소로 사용된 객사 금성관 등이 남아 있다.

## 나주향교
향교는 훌륭한 유학자를 제사하고 지방민의 유학교육과 교화를 위하여 나라에서 지은 교육기관이다.
나주향교는 태조 7년(1398)에 지었으며, 내부에 계성사라는 사당이 있는데 이곳에는 공자 아버지의 위패를 모시고 있다. 이로 인해 향교의 배치방법이 다른 향교와 다르다. 대부분 명륜당을 중심으로 한 배움의 공간을 앞에 두고, 뒤에 제사공간이 있는 전학후묘의 형식을 따르고 있는데, 이곳에서는 계성사가 있기 때문에 대성전과 명륜당의 위치가 바뀐 전묘후학을 따르고 있다.
호남지방의 향교 중 계성사가 있던 다른 향교는 전주향교와 함평향교 등이 있다. 《나주향교 대성전》은 조선 중기의 건축양식을 갖춘 건물로 보물 제394호로 지정되어 있다.
조선시대에는 국가로부터 토지, 노비, 책 등을 지급 받아 학생들을 가르쳤으나 갑오개혁(1894) 이후에 교육적 기능은 없어지고 봄·가을에 제사만 지낸다. 이곳에 보관되어 있는 책은 이 지방 향토사연구에 귀중한 자료가 된다.

## 사적 지정사유
나주는 삼국시대 때부터 농업이 발달한 지역으로, 농업이 산업의 근간을 이루던 전근대 사회 동안 풍요를 누리던 지역이었고, 고려왕조부터 조선왕조까지 약 1,000년 동안 목(牧)으로서의 지위를 유지한 전라도의 대표적 큰 읍치이었으며, 현존하는 관아 건물과 향교 건물들이 그에 상당한 권위를 보여주고 있어 상당한 가치가 있다.
나주 관아는 신증동국여지승람, 금성읍지, 여지도, 나주목지도를 비롯한 고지도 등에서 위치와 건물 구성을 비교적 자세히 알 수 있으며. 객사 등의 발굴 성과와 옛 사료들을 토대로 조선시대 지방통치 중심지의 구조를 파악하고자 할 때, 현존하는 관아 건물이 좌표축의 구실을 하는 중요한 가치가 있다.
나주 향교는 평지에 들어선 전묘후학의 배치형태를 띠고 있는 전형적인 예이며, 특히 보물 제394호로 지정되어 있는 대성전은 그 규모가 대단히 웅장할 뿐 아니라 양식, 격식이 뛰어나 조선후기 향교건축을 대표할 수 있어 건축학적 가치가 크다. 또한 나주향교는 조선시대 교육시설의 규모를 따지면 성균관 다음이라고까지 지칭될 정도로 규모가 클 뿐 아니라 교육과 제사의 고유기능을 간직하고 있어 중요한 가치를 지니고 있다.

## 같이 보기
- 나주향교 대성전 (보물 제394호)
- 부여 홍산현 관아

## 참고 문헌
- 문화재청, 《나주목 관아와 향교 보관됨 2016-08-28 - 웨이백 머신》, 정밀실측보고서(상,하), 2016-03-25

- 나주목 관아와 향교 - 국가유산청 국가유산포털